# Allocosa suboculata
Allocosa suboculata är en spindelart som först beskrevs av Guy 1966.  Allocosa suboculata ingår i släktet Allocosa och familjen vargspindlar. Inga underarter finns listade i Catalogue of Life.